# プログレスM-29M
プログレスM-29M (ロシア語: Прогресс М-29М) はロスコスモスが2015年に国際宇宙ステーション(ISS)の補給のために打ち上げたプログレス補給船。NASA や JAXA ではプログレス61や61Pとも称される。2015年10月1日に打ち上げられた。プログレスM-29Mはプログレス-M改良型の最後の機体で、今後は改良型のプログレス-MSが打ち上げられる予定である。

## 打ち上げ
プログレスM-29Mは2015年10月1日 16時49分（UTC）にカザフスタンのバイコヌール宇宙基地から打ち上げられた。

## ドッキング
プログレスM-29Mは2015年10月1日 22時52分（UTC）にズヴェズダのドッキング区画に結合した。
プログレスM-29Mは2ヶ月ほどISSに留まる予定であったが、2016年2月5日現在では2016年3月29日に分離するとされている。

## 貨物
総重量 2,369 kg
- 食料、交換部品、実験機材等 1,549kg
- 水 420kg
- 推進剤 350kg
- 酸素/空気 50kg